# Toni Burkhardt
Toni Burkhardt (* 1979 in Oberweißbach, Deutschland) ist ein deutscher Theaterregisseur und im Fach des Musiktheaters zuhause.
Von 2016 bis 2021 war Burkhardt Operndirektor am Mecklenburgischen Staatstheater in Schwerin.

## Karriere
Nach dem Abitur studierte Burkhardt Medienwissenschaften und Germanistik an der Hochschule für Bildende Künste und an der Technischen Universität in Braunschweig. Während seines Studiums arbeitete Burkhardt in verschiedenen Tätigkeitsbereichen für das Staatstheater Braunschweig. Im Jahr 2003 war Burkhardt Mitbegründer des Kurzfilmfestes durchgedreht 24.
Nach dem Abschluss seines Studiums arbeitete Burkhardt am Theater Nordhausen als Regieassistent, Souffleur und Inspizient und wurde später am selbigen Theater Spielleiter und in der Folge Oberspielleiter.
Nach dem Wechsel des damaligen Nordhäuser Intendanten Lars Tietje  an das Mecklenburgische Staatstheater wurde Burkhardt im Jahr 2016 Operndirektor des Mecklenburgischen Staatstheaters. Dort inszenierte er unter anderem für die Schlossfestspiele Schwerin Puccinis Oper Tosca (2018) sowie das Musical Anatevka mit Gustav Peter Wöhler in der Hauptrolle des Tevje (2019).
2021 produzierte und veröffentlichte Toni Burkhardt den Podcast Voll das Leben zusammen mit der Regisseurin und Dramaturgin Bianca Sue Henne.

## Inszenierungen (Auswahl)
- Anatevka
- My Fair Lady
- Die Zauberflöte
- Der Rosenkavalier
- Tosca
- Andrea Chénier
- Faust
- Hänsel und Gretel
- Die Banditen
- Tiefland
- Peter Grimes
- Die Entführung aus dem Serail
- Im weißen Rößl
- Hoffmanns Erzählungen
- Weiße Rose
- Neues Vom Tage
- Titanic – Das Musical
- Hairspray
- Breaking the Waves (Deutsche Erstaufführung)